# サンタエンタテイメント
株式会社サンタエンタテイメント（英文社名：Santa Entertainment co.,LTD.）は、コンピューターゲームのソフト開発を主業務とする日本のゲームメーカーである。

## 製品

### プレイステーション
- 鋼仁戦記（発売元：トンキンハウス）

### ドリームキャスト
- ラングリッサーミレニアム（発売元：メサイヤ）

### ニンテンドーDS
- キラキラリズムコレクション

### ニンテンドー3DS
- うしみつモンストルオ リンゼと魔法のリズム 一部プログラム：ティアソフト (TearSoft) 、サウンド：ビートマニアック

### Wii
- シェイプボクシング2 Wiiでエンジョイダイエット！（発売元：ロケットカンパニー）
- うしみつモンストルオぷち 不思議なお城のダンスパーティー（Wiiウェア） 一部プログラム：ティアソフト (TearSoft) 、サウンド：ビートマニアック

### Windows
- ドラタイプ（発売元：小学館）
- ドラタイプ2（発売元：小学館）
- サライ タイピングで巡る東海道五十三次（発売元：小学館）